# Nothoceros vincentianus
Nothoceros vincentianus là một loài rêu trong họ Anthocerotaceae. Loài này được Lehm. & Lindenb. J. C. Villarreal mô tả khoa học đầu tiên năm 2010.